# Alfred Wegener
Alfred Wegener (Berlin, 1. studenog 1880. – Grenland, krajem studenog 1930.), njemački geofizičar i meteorolog. 
U geologiji se smatra ocem teorije "pomicanja kontinenata" koja je opisala današnji izgled Zemlje pomicanjem tektonskih ploča (kontinentalnih i oceanskih) kroz geološka razdoblja. Tu mogućnost uočio je po skladu kojim se mogu spojiti oblici većine današnjih kontinenata (npr. Afrike i J. Amerike, Afrike i Indije, Afrike i Arapske ploče i sl.), a koji su u prošlosti tvorili i jedinstveni prakontinent Pangeu.
Wegener je svoju hipotezu o pomicanju ploča predložio još 1915., u djelu "Die Entstehung der Kontinente und Ozeane" (O porijeklu kontinenata i oceana), ali nije mogao objasniti mehanizam odgovoran za ovu pojavu, pa je hipoteza prihvaćena tek 1950-ih godina, dugo nakon njegove smrti.
1920., 1922. i 1929. Wegener je objavio ažurirana izdanja podrijetla kontinenata i oceana, dodajući svaki put više dokaza za svoju ideju da se kontinenti kreću oko planete vrlo malim brzinama. Dodao je i daljnje dokaze koje je sakupio na Grenlandu da je nekad bio povezan sa Sjevernom Amerikom.
Istaknuo je da nije prva osoba koja je predložila kretanje kontinenata; drugi su također pronašli dokaze iz fosila i stijena koji snažno sugeriraju da su kontinenti već sada razdvojeni; američki geolog Frank Bursley Taylor objavio je 1910. godine dokaze koji podupiru ideju o kontinentalnom odljevu.